# Roxana Szőlősi
Roxana Daniela Szőlősi (n. Rob, 29 mai 1992, în Baia Mare) este o handbalistă română ce joacă pentru clubul CS Minaur Baia Mare pe postul de centru. În trecut, Szőlősi a evoluat și ca extremă stânga.

## Carieră
Născută la Baia Mare, Roxana Rob jucat handbal la echipa Clubului Sportiv Extrem din localitate. În 2009, ea s-a mutat la Clubul Sportiv Școlar din Zalău, unde a fost remarcată de Gheorghe Tadici, antrenorul echipei HC Zalău, și a făcut, în 2011, pasul la echipa mare a localității. Rob a jucat la Zalău până în vara anului 2013, când a decis să renunțe la handbal, cel mai probabil din cauza unor motive de sănătate. Presa locală a consemnat că handbalista s-a mutat în orașul natal, unde și-a deschis un salon de înfrumusețare.
În iarna anului 2014, handbalista a revenit în activitatea sportivă și a continuat să joace pentru HC Zalău. Ea are în palmares cu acestă echipă două medalii de bronz câștigate în Liga Națională, în 2012 și 2017. De asemenea, Rob a ajuns cu HC Zalău până în finala Cupei EHF, în 2012, iar în sezonul următor a jucat din nou în Cupa EHF, HC Zalău fiind oprită în semifinale de franțuzoaicele de la Metz Handball. Din sezonul 2019-2020, Roxana Szőlősi evoluează pentru Minaur Baia Mare.
În anul 2018 handbalista s-a măritat cu fostul handbalist Zoltán Szőlősi.

## Palmares
- Liga Națională:
  -  Medalie de bronz (2): 2012, 2017

- Supercupa României:
  -  Medalie de argint (1): 2011

- Cupa EHF:
  - Finalistă: 2012
  - Semifinalistă: 2013